# Monika Berwein
Monika Berwein (Garmisch-Partenkirchen, 31 agosto 1957) è un'ex sciatrice alpina tedesca che gareggiò per la nazionale tedesca occidentale.

## Biografia
Specialista delle prove tecniche attiva negli anni 1970, agli Europei juniores di Jasná 1974 Monika Berwein vinse la medaglia d'oro nello slalom gigante e quella d'argento nello slalom speciale. L'anno dopo ottenne il suo primo risultato di rilievo in Coppa del Mondo, il 21 febbraio a Naeba giungendo 10ª in slalom speciale, e vinse altre due medaglie agli Europei juniores di Mayrhofen 1975: l'oro nello slalom speciale e il bronzo nello slalom gigante. In quella stessa stagione 1974- 1975 in Coppa Europa chiuse al 3º posto la classifica di slalom gigante.
Il 14 gennaio 1976 conquistò il suo unico podio di carriera in Coppa del Mondo piazzandosi 2ª nello slalom speciale di Les Gets, dietro a Danièle Debernard e davanti a Patricia Emonet; prese quindi parte ai XII Giochi olimpici invernali di Innsbruck 1976, sua unica presenza olimpica, senza completare la prova di slalom speciale. L'ultimo piazzamento della sua attività agonistica fu il 10º posto ottenuto il 5 marzo 1977 nello slalom speciale di Coppa del Mondo disputato a Sun Valley.

## Palmarès

### Europei juniores
- 4 medaglie[1][2]:
  - 2 ori (slalom gigante a Jasná 1974; slalom speciale a Mayrhofen 1975)
  - 1 argento (slalom speciale a Jasná 1974)
  - 1 bronzo (slalom gigante a Mayrhofen 1975)

### Coppa del Mondo
- Miglior piazzamento in classifica generale: 24ª nel 1976
- 1 podio:
  - 1 secondo posto

### Campionati tedeschi
- 2 medaglie[3]:
  - 2 argenti